# Лотар фон Трота
Адріан Дітріх Лотар фон Трота (нім. Adrian Dietrich Lothar von Trotha; 3 липня 1848, Магдебург — 31 березня 1920, Бонн) — німецький військовий діяч, генерал піхоти (1910), який вважається головним організатором геноциду гереро і нама в Німецькій Південно-Західній Африці.

## Біографія
У 1865 році добровільно вступив в Прусську армію і взяв участь в австро-прусській війні і франко-прусській війні.
У 1894 році направлений в Східну Африку на придушення повстання Маджі-Маджі. 17 серпня 1900 року призначений командувачем 1-й Східноазіатської піхотної бригади, що брала участь у придушенні Боксерського повстання в Китаї. 3 травня 1904 року призначений головнокомандувачем в Німецькій Південно-Західній Африці. В 1904-1905 роках також був губернатором колонії.
Під час повстання гереро в жовтні 1904 року розгромив війська повстанців в битві при Ватербергу. Гереро були змушені відступити в пустелю Калахарі, де багато хто з них померли від спраги. Крім того, німецькі патрулі за наказом Троти охороняли можливі шляхи втечі гереро і отруювали ті нечисленні джерела води, які були на тій території, де знаходилися останні. У підсумку лише небагатьом з гереро вдалося втекти в сусідні території, що знаходилися під контролем британців. Восени 1904 сталося ще одне повстання — народу нама, під керівництвом Гендріка Вітбооя і Якоба Моренго; після загибелі Гендріка Вітбооя в битві при Фаргласі фон Трота вважав своє завдання виконаним і повернувся до Німеччини 19 листопада 1905 року.
В 1912 році одружився вдруге. Помер від черевного тифу.

## Нагороди
- Пам'ятний хрест за кампанію 1866
- Залізний хрест 2-го класу із застібкою «25»
- Пам'ятна військова медаль за кампанію 1870-71
- Столітня медаль
- Китайська медаль
- Хрест «За вислугу років» (Пруссія)
- Орден Корони (Пруссія) 1-го класу з мечами (14 грудня 1904)
- Pour le Mérite (19 серпня 1905)
- Медаль «За кампанію в Південно-Західній Африці»
- Медаль «У пам'ять боїв у Німецькій Південно-Західній Африці»
- Орден Червоного орла 1-го класу з мечами

## Вшанування пам'яті
В Намібії та Німеччині є вулиці, названі на честь генерала фон Трота.

## Галерея

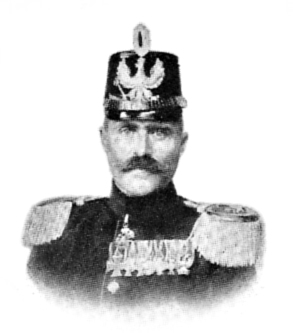
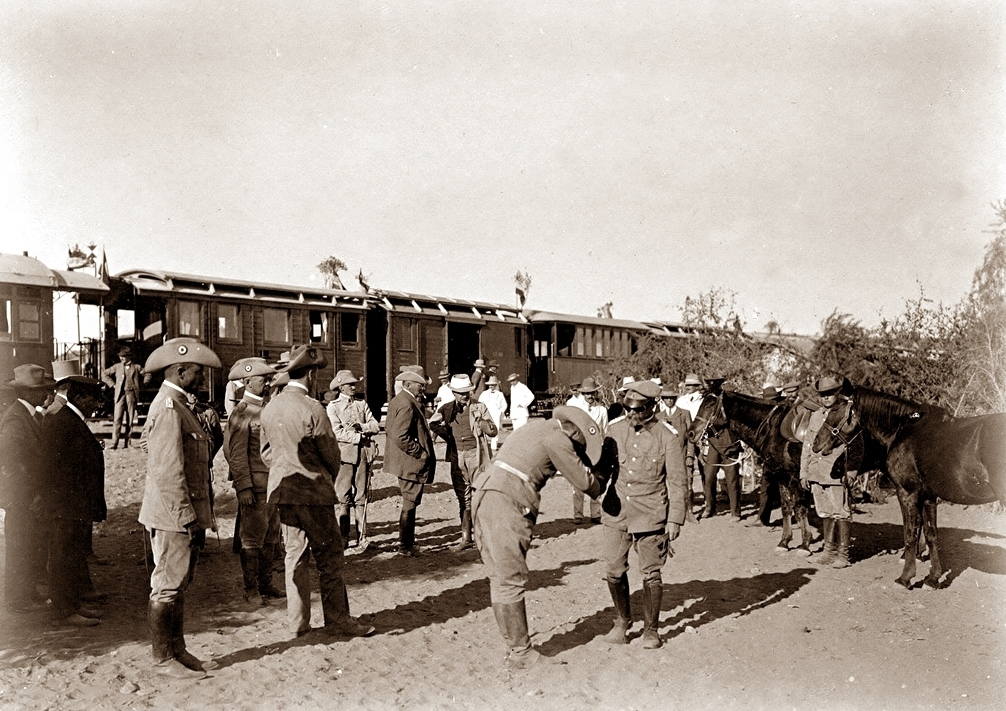
Трота в Південно-Західній Африці.
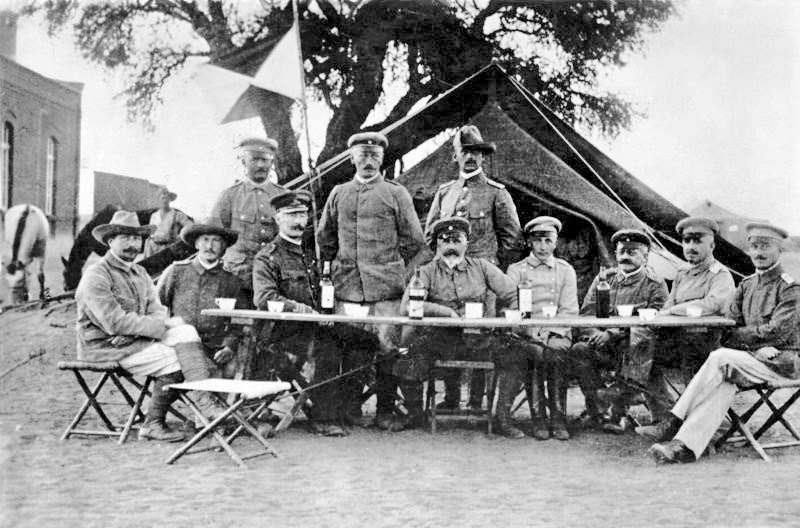
Трота зі своїм штабом (1904).
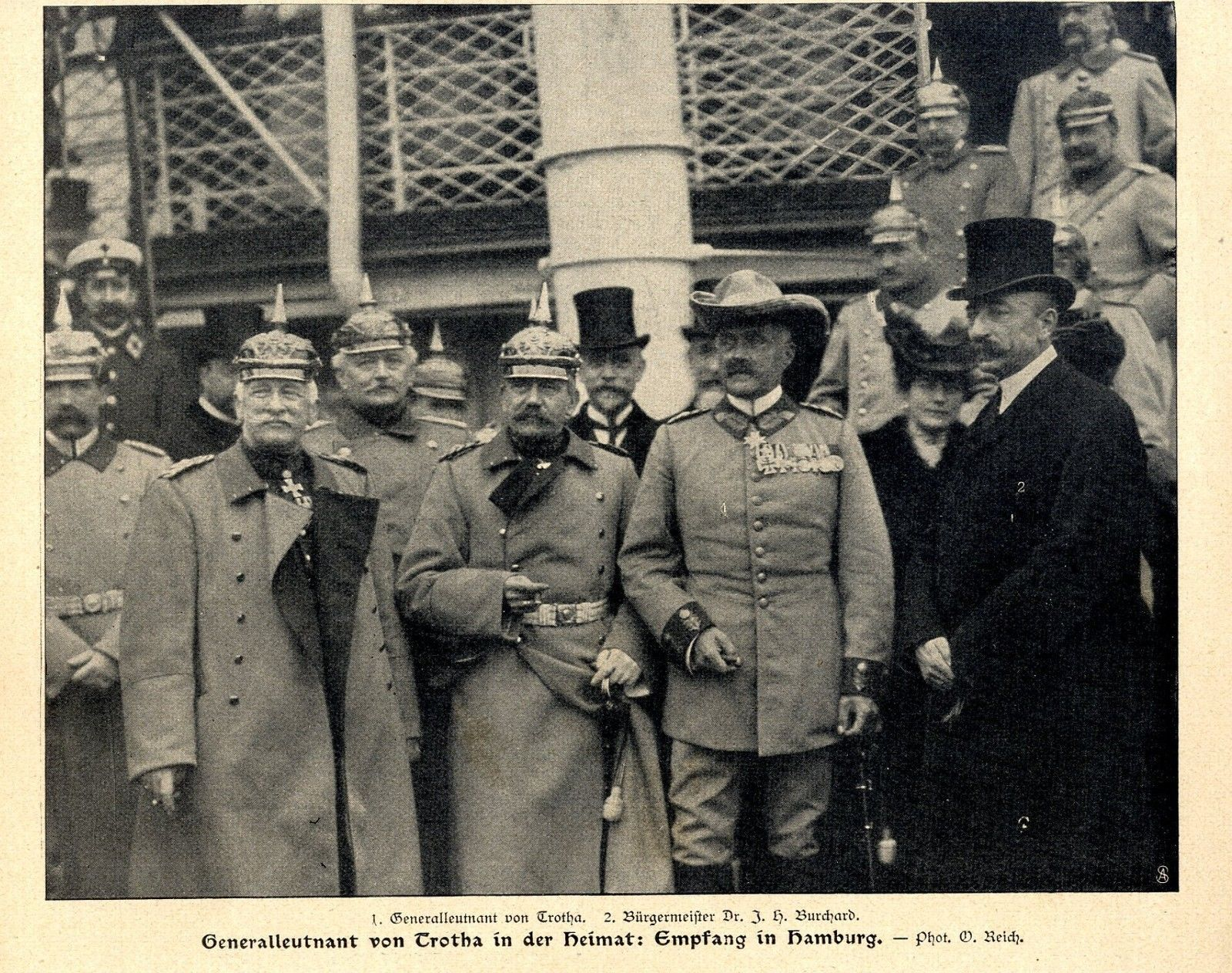
Трота повернувся в Німеччину (Гамбург, 1905).
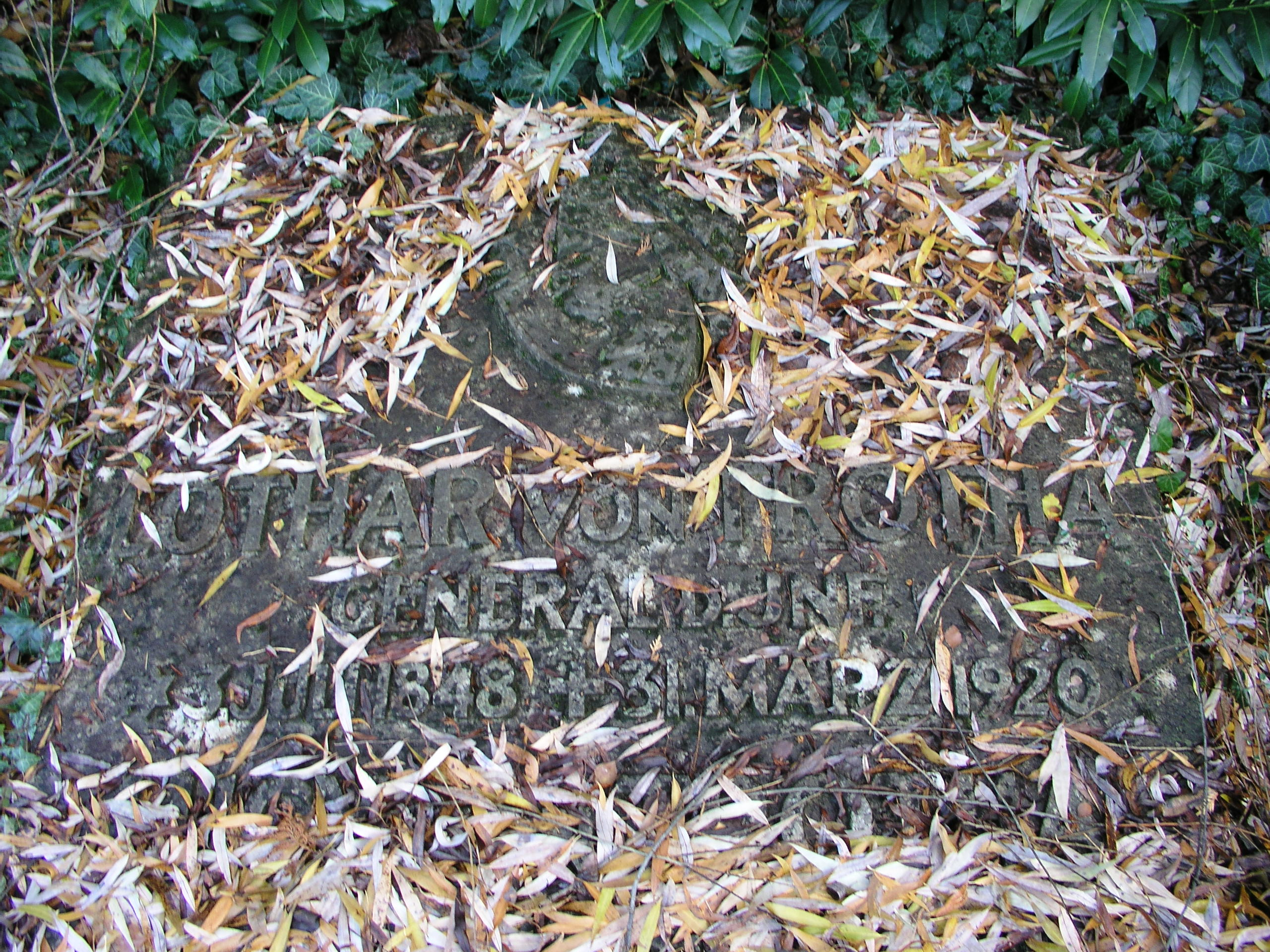
Могила Троти в Бонні.